# 55875 Hirohatagaoka
55875 Hirohatagaoka è un asteroide della fascia principale. Scoperto nel 1997, presenta un'orbita caratterizzata da un semiasse maggiore pari a 2,6010901 UA e da un'eccentricità di 0,2115110, inclinata di 5,88264° rispetto all'eclittica.